# Pilón (Panama)
Pilón è un comune (corregimiento) della Repubblica di Panama situato nel distretto di Montijo, provincia di Veraguas. Si estende su una superficie di 5,1 km² e conta una popolazione di 890 abitanti (censimento 2010).